# Ceratias uranoscopus
Ceratias uranoscopus är en fiskart som beskrevs av Murray, 1877. Ceratias uranoscopus ingår i släktet Ceratias och familjen Ceratiidae. Inga underarter finns listade i Catalogue of Life.